# Тони Нийс
Антъни (Тони) Нийс (роден на 6 август 1985) е америкаснки професионален кечист.
Понастоящем работи за WWE. Познат е от кеча в Североизточните Съединени щати. Той също работи за кратко в Total Nonstop Action Wrestling (TNA) от 2011 до 2012 г.

## Професионална кеч кариера

### Независими компании (2005–2009)
Нийс дебютира на 9 септември 2005 в компанията New York Wrestling Connection като главен претендент в кралската битка за Междущатската титла на NYWC. На 11 ноември 2005, Нийс дебютира с името Мат Маврик, губейки от Спайдър. Нийс печели първия си мач на 17 декември 2005 в тройна заплаха, побеждавайки Спайдър и Амейзинг Ред. Нийс продължава да се бие за компанията за следващите години, включвайки сменяне на името на Маврик, преди да участва в Турнира Супер 8 на ECWA за 2008, където печели първия кръг срещу Роб Екос, но губи полуфинала от Аден Чембърс. Нийс започва да се бие в тъмни мачове на Ring of Honor през 2009.

### Total Nonstop Action Wrestling (2011–2012, 2013)
Нийс дебютира в Total Nonstop Action Wrestling (TNA) на 7 юли 2011, епизод на Impact Wrestling като част от турнира на Х Дивизията. Елиминиран е от турнира след като губи от Джак Еванс в троен мач, сключващ Джеси Соренсън. Нийс се появява в сегмент зад кулисите на 11 август, на Impact Wrestling, където Ерик Бишоф представя нови правила за Х Дивизията. На 18 август, TNA обявяват, че Нийс е подписал договор с компанията. На епизода от същата вечер на Impact Wrestling, той участва в пореден мач, определящ главен претендент за Х Дивизионната титла, в който е елиминиран в началото на мача. Тогава Нийс спира да се появява по телевизията. Нийс се завръща на 5 декември на Impact Wrestling, където участва в Серията за най-добро от 3 мача срещу Зема Йон, определящ третия и последен претендент за Х Дивизионната титла на Генезис. Нийс суби първия мач от серията. На 27 декември, на Impact Wrestling, Нийсизравнява резултат след победата над Йон във втория кръг. Две седмици, Нийс е победен от Йон в мач Договор на кол в последния кръг на серията. Нийс се появява на 22 март 2012, епизод на Impact Wrestling, участвайки в четворен мач, сключващ Остин Ейрис, Кид Кеш и Зема Йон, който приключи без победител. Това е последната поява на Нийс в компанията
Нийс е освободен от TNA на 17 май 2012, след като моли за участие да работи в уреден отборен мач, в който Нийс ще партнира със Сами Калихан срещу Великия Мута и Кай за Pro Wrestling Syndicate. На Нийс е предложено на напусне, което той приема.
Нийс се връща в Развлечението на 132 януари 2013 (излъчено на 5 април 2013) партнирайки с Рашд Камерън, срещу Дъг Уилямс и Кид Кеш, Ти Джей Пъркинс погребва Теорията на хаоса.

### Връщане в назад във време (2012–2016)
След като напуска TNA, Нийс се връща в независимите компании и се появява в New York Wrestling Connection и други включително Pro Wrestling Syndicate. Започва да използва истинското име, Антъни Нийс. Нийс става първият Три-щатен шампион на PWS и става непобедим. Враждува за кратко с Мат Харди, побеждавайки го в мач за титлата, преди да я загуби от Звездния на 9 ноември 2012 в троен мач. На 12 октомври 2013, Нийс побеждава Три Кварталния шампион на FWE Пол Лондон в мач без заложба. В началото на 2013, Нийс започва да работи за Dragon Gate USA и Evolve. На 3 ноември, Нийс започва първото си турне на родствената компания на Dragon Gate USA, Dragon Gate, неуспешно предизвиквайки Генки Хоригучи Х.А.Джии.Мий!! за Титлата на Освободената смела порта. На 9 ноември 2013, на House of Hardcore 3, Нийс побеждава Алекс Рейнодс и Пийти Уилямс. На 8 декември 2013, Нийс печели Гранд Прикса в свободна категория на Family Wrestling Entertainment.
На 14 септември 2014, на Развитие 35, Нийс и Калеб Конли печелят Титлите на Освободената съюзна порта от Братя Бравадо в троен мач, включващ Ей Ар Фокс и Рич Суон. На FWE ПреЗареждане Ден 1, Нийс и Джиксоу побеждават Адреналин Експрес и печелят Отборните титли на FWE. На следващия ден, губят титлите от Йънг Бъкс. На 18 юли 2015 на House of Hardcore 9, Нийс губи от Джон Хенигън.

### WWE
Нийс е обявен като участник в предстоящия турнир на WWE, Полутежка класика. Турнирът започва на 23 юни 2016, където Нийс побеждава Антъни Бенет в първия кръг. На 14 юли, Нийс е победен във втория кръг от Брайън Кендрик.
Нийс се появява на 26 септември, в епизод на Първична сила, губейки от победителя на Полутежката класика и Шампион в полутежка категория на WWE, Ти Джей Пъркинс. Тогава е добавен в официалния състав. На 3 октомври, на Първична сила Нийс побеждава Рич Суон.

## В кеча
- Финални ходове
  - 450° splash
  - Reverse piledriver, понякога в позиция за pumphandle
  - Single leg Boston crab, понякога докато е на колене върху гърба на опонента – 2014
  - Pumphandle Michinoku Driver II – 2016 –
- Ключови ходове
  - Cradle back-to-belly piledriver
  - Deadlift turnbuckle powerbomb
  - German suplex
  - Clothesline
  - Matrix evasion
  - Moonsault, понякога докато прави springboard
  - Версии на ритник
    - Drop
    - Missile drop
    - Spinning heel
    - Springboard drop
    - Super

  - Pumphandle kneeling или sitout powerbomb
- Прякори
  - „Премиерния атлет“
- Входни песни
  - Win It All на CFO$ (WWE; 2016 – )

## Шампионски титли и отличия
- Dragon Gate USA
  - Титла на Освободената съюзна порта (1 път) – с Калеб Конли и Трент Барета1[11]
  - Отборен турнир между шестима (2014) – с Калеб Конли и Трент Барета[14]
- Family Wrestling Entertainment
  - Отборен шампион на FWE (1 път) – с Джиксоу[12]
  - Гранд Прикс в свободна категория (2013)
- International Wrestling Cartel
  - Супер инди шампион на IWC (1 път)
- New York Wrestling Connection
  - Шампион в тежка категория на NYWC (2 пъти)
  - Отборен шампион на NYWC (1 път) – с Плазма
  - Междущатски шампион на NYWC (1 път)
  - Синтезиран шампион на NYWC (1 път)
- Pro Wrestling Illustrated
  - PWI го класират като #137 от топ 500 индивидуални кечисти на PWI 500 през 2016[15]
- Pro Wrestling Syndicate
  - Трикратен шампион на PWS (1 път)

1Шампион под Правилото на Фрийбърдс